# لوئیجی گراسی
لوئیجی گراسی (انگلیسی: Luigi Grassi؛ زادهٔ ۲۱ اکتبر ۱۹۸۳) بازیکن فوتبال اهل ایتالیا است.
از باشگاه‌هایی که در آن بازی کرده‌است می‌توان به باشگاه فوتبال سالرنیتانا و باشگاه فوتبال آسکولی اشاره کرد.